# Segesta (album)
Segesta è il secondo album del violinista e compositore italiano Lino Cannavacciuolo, pubblicato nel 2002 dalla Marocco Music.

## Tracce
1. Segesta – 6:30
2. Sa Lughe – 5:08
3. Abballabbà – 4:24
4. Viaggio – 5:39
5. Serapis – 3:44
6. Memento – 5:21
7. Kasba – 4:29
8. Danze – 3:38
9. Nù poco 'e bbene – 4:07
10. Nanadiè – 5:07
11. Las Ramblas – 6:15

Durata totale: 54:22